# Monti Uinta
I monti Uinta sono una catena montuosa in direzione est-ovest situata nella parte nord-orientale dello Utah, con una piccola parte che si estende nel sud del Wyoming, negli Stati Uniti. Pur formando una parte delle Montagne Rocciose, ha delle caratteristiche curiose, come ad esempio il fatto di essere la catena montuosa più alta degli Stati Uniti continentali in direzione da est a ovest. Si trovano a circa 160 km a est di Salt Lake City. L'altitudine delle cime varia da 3 353 a 4 123 metri sul livello del mare, e la sua più grande cima è il Kings Peak, che è anche il punto più alto dello Utah. La Mirror Lake Highway attraversa la metà occidentale degli Uinta verso il Wyoming.
Il Dinosaur National Monument si trova sul fianco sud-orientale dei monti Uinta, al confine tra Colorado e Utah.